# Bertil Lundgren (fotbollsspelare)
Bertil Lundgren var en svensk fotbollsspelare (centerforward) som representerade Gais i Division II västra 1939/1940. Han spelade sammanlagt 11 seriematcher för föreningen (5 mål).